# Производство на други текстилни изделия
Производството на други текстилни изделия е един от подотраслите на текстилната промишленост в Статистическата класификация на икономическите дейности за Европейската общност.
Секторът включва производството на текстилни изделия, различни от прежди и тъкани – плетени платове, одеяла, завеси, килими, въжета, ширити, специализиран технически текстил, дантела и много други.
В България към 2017 година отрасълът има обем на продажбите 422 милиона лева и около 7800 заети, главно в малки и средни предприятия, като най-големият производител с 27% от продажбите е производителят на битов текстил „Калинел“ в Троян.